# Actinoptera schnabeli
Actinoptera schnabeli är en tvåvingeart som först beskrevs av Speiser 1924.  Actinoptera schnabeli ingår i släktet Actinoptera och familjen borrflugor.
Artens utbredningsområde är Tanzania. Inga underarter finns listade i Catalogue of Life.